# Hôtels de la Walt Disney Company
La société Disney, ses filiales ainsi que ses partenaires possèdent de nombreux hôtels dans le monde, ce qui permet d'assimiler la Walt Disney Company à un groupe hôtelier. Mais avec une spécificité propre: une architecture à thème perceptible à travers le dessin des bâtiments, le parc paysager environnant ainsi que la décoration intérieure. Ce concept est repris depuis par d'autres sociétés hôtelières.

## Disneyland Resort
| Nom                               | Ouverture                                       | Nb Chambres | Nb Suites | Nb Villas DVC |
| --------------------------------- | ----------------------------------------------- | ----------- | --------- | ------------- |
| Disneyland Hotel                  | 1955 achat par Disney en 1989                   | 990         |           |               |
| Disney's Paradise Pier Hotel      | 1984 achat par Disney en 1995                   | 489         | 29        |               |
| Disney's Grand Californian Resort | 2001                                            | 1 019       | 44        | 50            |
| projet d'hôtel de luxe            | construction à partir de 2018 ouverture en 2021 | 700         |           |               |
| Total                             | -                                               | 2 498       | 73        | 50            |

## Walt Disney World Resort
| Nom                                         | Zone                    | Ouverture | Nb chambres                    | Nb suites                      | Nb villas DVC                          |
| ------------------------------------------- | ----------------------- | --------- | ------------------------------ | ------------------------------ | -------------------------------------- |
| Disney's Grand Floridian Resort             | Magic Kingdom           | 1988      | 867                            | 25                             | 147                                    |
| Disney's Contemporary Resort                | Magic Kingdom           | 1971      | 655                            | 2                              | 428 villas                             |
| Disney's Polynesian Resort                  | Magic Kingdom           | 1971      | 492                            | 5                              | 380 villas 26 cabanes                  |
| Disney's Wilderness Lodge Resort            | Magic Kingdom           | 1994      | 729                            |                                | 181 villas 26 cabanes                  |
| Disney's Fort Wilderness Resort (Camping)   | Magic Kingdom           | 1971      | 784 emplacements 408 bungalows | 784 emplacements 408 bungalows | 784 emplacements 408 bungalows         |
| Disney's BoardWalk Resort Inn & Villas      | EPCOT                   | 1996      | 378                            |                                | 583                                    |
| Disney's Yacht Club Resort                  | EPCOT                   | 1991      | 635                            | 30                             |                                        |
| Disney's Beach Club Resort & Villas         | EPCOT                   | 1990      | 584                            | 29                             | 208                                    |
| Disney's Caribbean Beach Resort             | EPCOT                   | 1988      | 2 112                          |                                |                                        |
| Disney's Pop Century Resort                 | EPCOT                   | 2003      | 2 880                          |                                |                                        |
| Walt Disney World Dolphin                   | EPCOT                   | 1990      | 1 373                          | 136                            |                                        |
| Walt Disney World Swan                      | EPCOT                   | 1989      | 694                            | 64                             |                                        |
| Disney's Art of Animation Resort            | EPCOT                   | 2012      | 864                            | 1 120                          |                                        |
| Disney's Port Orleans Resort French Quarter | Disney Springs          | 1991      | 1 008                          |                                |                                        |
| Disney's Port Orleans Resort Riverside      | Disney Springs          | 1992      | 2 048                          |                                |                                        |
| Disney's Old Key West Resort                | Disney Springs          | 1991      |                                |                                | 497                                    |
| Disney's Saratoga Springs Resort            | Disney Springs          | 2004      |                                |                                | 828 villas représentant 1 230 chambres |
| Disney's All-Star Sports Resort             | Disney's Animal Kingdom | 1994      | 1 920                          |                                |                                        |
| Disney's All-Star Music Resort              | Disney's Animal Kingdom | 1994      | 1 920                          |                                |                                        |
| Disney's All-Star Movies Resort             | Disney's Animal Kingdom | 1999      | 1 920                          |                                |                                        |
| Disney's Animal Kingdom Lodge               | Disney's Animal Kingdom | 2001      | 1 307                          |                                | 458                                    |
| Disney's Coronado Springs Resort            | Disney's Animal Kingdom | 1997      | 1 967                          |                                |                                        |
| Disney's Riviera Resort                     | Disney's Animal Kingdom | 1997      | 1 967                          |                                |                                        |
| Reflections: A Disney Lakeside Lodge        | Magic Kingdom           |           |                                |                                |                                        |
| Star Wars Hotel                             | Magic Kingdom           |           |                                |                                |                                        |
| Total                                       | -                       | -         | 24 363                         | 1 411                          | 3 742                                  |

## Tokyo Disney Resort
| Nom                                                                      | Ouverture           | Nb Chambres | Nb Suites |
| ------------------------------------------------------------------------ | ------------------- | ----------- | --------- |
| Disneyland Hotel                                                         | 2008                | 705         | 65        |
| Disney's Ambassador Hotel                                                | 2000                | 504         |           |
| Disney's Hotel Miracosta                                                 | 2001                | 502         |           |
| Tokyo Disney Celebration Hotel (ex Palm & Fountain Terrace Hotel Resort) | 2005                | 702         |           |
| Hotel de Fantasy Springs                                                 | prévue 2022         | 475         |           |
| Toy Story Hotel                                                          | prévue 2021 ou 2022 | 600         |           |
| Total                                                                    | -                   | 2 413       | 65        |

## Disneyland Paris
| Nom                                    | Zone                 | Ouverture       | Nb Chambres   | Nb Suites |
| -------------------------------------- | -------------------- | --------------- | ------------- | --------- |
| Disneyland Hotel                       | Hôtels Disney        | 1992            | 496           | 18        |
| Disney's Hotel New York                | Hôtels Disney        | 1992            | 565           | 27        |
| Disney's Sequoia Lodge                 | Hôtels Disney        | 1992            | 1 011         | 9         |
| Disney's Newport Bay Club              | Hôtels Disney        | 1992            | 1 093         | 13        |
| Disney's Hotel Cheyenne                | Hôtels Disney        | 1992            | 1 000         |           |
| Disney's Hotel Santa Fe                | Hôtels Disney        | 1992            | 1 000         |           |
| Disney's Davy Crockett Ranch           | Camping Disney       | 1992            | 595 bungalows |           |
| Total (Hôtels Disney)                  | -                    | -               | 5 165         | 67        |
| Dream Castle Hotel                     | Hôtels Val de France | 2004            | 397           | 17        |
| Magic Circus Hotel                     | Hôtels Val de France | 2003            | 396           | 22        |
| Explorers Hotel                        | Hôtels Val de France | 2003            | 390           | 10        |
| Hôtel Kyriad Disneyland Paris          | Hôtels Val de France | 2003            | 300           |           |
| Hôtel B&B Disneyland Paris             | Hôtels Val de France | prévu pour 2015 | 400           |           |
| Hôtel L'Elysée Val d'Europe            | Hôtels Val d'Europe  | 2002            | 152           | 4         |
| Adagio Marne-la-Vallée Val d'Europe    | Hôtels Val d'Europe  | 2003            | 290           |           |
| Radisson Blu Hôtel at Disneyland Paris | Hôtels Val d'Europe  | 2005            | 233           | 17        |

## Hong Kong Disneyland Resort
| Nom                      | Ouverture | Nb Chambre | Nb suites |
| ------------------------ | --------- | ---------- | --------- |
| Disneyland Hotel         | 2005      | 400        |           |
| Disney's Hollywood Hotel | 2005      | 600        |           |
| Disney Explorers Lodge   | 2017      | 750        |           |
| Total                    | -         | 1 750      |           |

## Shanghai Disney Resort
| Nom                       | Ouverture | Nb Chambre | Nb suites |
| ------------------------- | --------- | ---------- | --------- |
| Shanghai Disneyland Hotel | 2016      | 400        |           |
| Toy Story Hotel           | 2016      | 600        |           |
| Total                     | -         | 1 000      |           |

## Autres lieux
| Nom                                | Ouverture | Nb Chambres                     | Lieux           |
| ---------------------------------- | --------- | ------------------------------- | --------------- |
| Disney's Vero Beach Resort         | 1995      | 211                             | Floride         |
| Disney's Hilton Head Island Resort | 1996      | 102                             | Caroline du Sud |
| Aulani, a Disney Resort & Spa      | 2011      | 350 chambres / 480 appartements | Hawaï           |